# Stefano Tacconi
Stefano Tacconi (Perugia, 13 mei 1957) is een Italiaans voormalig voetballer die speelde als doelman. Hij speelde voor clubs als Internazionale, Juventus en Genoa. Ook kwam hij zeven keer uit voor het Italiaans voetbalelftal. In zijn loopbaan bouwde hij een erelijst op die uniek is in het internationale voetbal. Tacconi won alles wat er op Europees clubniveau te winnen viel. Met Juventus won hij eenmaal de Europacup I, eenmaal de Europacup II, eenmaal de UEFA Cup en eenmaal de UEFA Super Cup. Met diezelfde club won hij in 1985 ook de wereldbeker. Hiermee is Tacconi een van de zes voetballers die alle Europese clubprijzen plus de wereldbeker wist te winnen. De andere vijf spelers zijn de Nederlanders Arnold Mühren en Danny Blind en de Italianen Gaetano Scirea, Antonio Cabrini en Sergio Brio. In 1995 nam Tacconi afscheid van het betaalde voetbal.

## Erelijst
| Competitie                 |          |                  |          |          |
| Competitie                 | Aantal   | Jaren            |          |          |
| Juventus                   | Juventus | Juventus         | Juventus | Juventus |
| -------------------------- | -------- | ---------------- | -------- | -------- |
| Mondiaal                   |          |                  |          |          |
| Wereldbeker voor clubteams | 1x       | 1985             |          |          |
| Internationaal             |          |                  |          |          |
| Europacup I                | 1x       | 1984/85          |          |          |
| Europacup II               | 1x       | 1983/84          |          |          |
| UEFA Cup                   | 1x       | 1989/90          |          |          |
| Europese Supercup          | 1x       | 1984             |          |          |
| Nationaal                  |          |                  |          |          |
| Serie A                    | 2x       | 1983/84, 1985/86 |          |          |
| Coppa Italia               | 1x       | 1989/90          |          |          |

| Competitie | Winnaar | Winnaar | Runner-up | Runner-up | Derde  | Derde  |
| Competitie | Aantal  | Jaren   | Aantal    | Jaren     | Aantal | Jaren  |
| Italië     | Italië  | Italië  | Italië    | Italië    | Italië | Italië |
| ---------- | ------- | ------- | --------- | --------- | ------ | ------ |
| FIFA WK    |         |         |           |           | 1x     | 1990   |

1 Zenga ·
2 Baresi ·
3 Bergomi ·
4 Cravero ·
5 Ferrara ·
6 Ferri ·
7 Francini ·
8 Maldini ·
9 Ancelotti ·
10 De Agostini ·
11 De Napoli ·
12 Tacconi ·
13 Fusi ·
14 Giannini ·
15 Romano ·
16 Altobelli  ·
17 Donadoni ·
18 Mancini ·
19 Rizzitelli ·
20 Vialli ·
Coach: Vicini
1 Zenga ·
2 Baresi ·
3 Bergomi  ·
4 De Agostini ·
5 Ferrara ·
6 Ferri ·
7 Maldini ·
8 Vierchowod ·
9 Ancelotti ·
10 Berti ·
11 De Napoli ·
12 Tacconi ·
13 Giannini ·
14 Marocchi ·
15 Baggio ·
16 Carnevale ·
17 Donadoni ·
18 Mancini ·
19 Schillaci ·
20 Serena ·
21 Vialli ·
22 Pagliuca ·
Coach: Vicini